# Oithona
Cet article concerne le genre de copépodes. Pour le genre monotypique de nudibranches décrit par Alder & Hancock, 1851, voir Fiona pinnata.
Genre
Oithona est un genre de copépodes de la famille des Oithonidae.

## Liste d'espèces
Selon World Register of Marine Species (21 juil. 2011) :
- Oithona abbreviata Dana, 1852
- Oithona aculeata Farran, 1913
- Oithona alia (Kiefer, 1935)
- Oithona alvarezi Lindberg, 1955
- Oithona amazonica Burckhardt, 1913
- Oithona aruensis Früchtl, 1923
- Oithona atlantica Farran, 1908
- Oithona attenuata Farran, 1913
- Oithona australis Nishida, 1986
- Oithona bjornbergae Ferrari F.D. & Bowman, 1980
- Oithona bowmani Rocha C.E.F., 1985
- Oithona canhanhae Oliveira, 1945
- Oithona challengeri Brady, 1883
- Oithona colcarva Bowman, 1975
- Oithona cruralis Nishida, Tanaka & Omori, 1977
- Oithona davisae Ferrari F.D. & Orsi, 1984
- Oithona decipiens Farran, 1913
- Oithona dissimilis Lindberg, 1940
- Oithona erythrops Brady, 1915
- Oithona fallax Farran, 1913
- Oithona farrani (Brady, 1915)
- Oithona fonsecae Ferrari F.D. & Bowman, 1980
- Oithona fragilis Nishida, 1979
- Oithona frigida Giesbrecht, 1902
- Oithona gessneri Kiefer, 1954
- Oithona hamata Rosendorn, 1917
- Oithona hebes Giesbrecht, 1891
- Oithona horai Sewell, 1934
- Oithona linearis Giesbrecht, 1891
- Oithona longispina Nishida, Tanaka & Omori, 1977
- Oithona minuta Scott T., 1894
- Oithona nana Giesbrecht, 1893
- Oithona neotropica Herbst, 1967
- Oithona nishidai McKinnon, 2000
- Oithona oculata Farran, 1913
- Oithona oligohalina Fonseca & Björnberg T.K.S., 1976
- Oithona oraemaris Oliveira, 1946
- Oithona oswaldocruzi Oliveira, 1945
- Oithona ovalis Herbst, 1955
- Oithona ovata Lindberg, 1950
- Oithona pelagica Farran, 1908
- Oithona plumifera Baird, 1843
- Oithona plumosa Lindberg, 1947
- Oithona pseudofrigida Rosendorn, 1917
- Oithona pseudovivida Shuvalov, 1980
- Oithona pygmaea Boeck, 1865
- Oithona rigida Giesbrecht, 1896
- Oithona robertsoni McKinnon, 2000
- Oithona robusta Giesbrecht, 1891
- Oithona rostralis Nishida, Tanaka & Omori, 1977
- Oithona sapucaiae Oliveira, 1945
- Oithona scriba (Dana, 1849)
- Oithona setigera Dana, 1852
- Oithona similis Claus, 1866
- Oithona simplex Farran, 1913
- Oithona sinensis Burckhardt, 1912
- Oithona spinifrons Boeck, 1865
- Oithona spinirostris Claus, 1863
- Oithona spinulosa Lindberg, 1974
- Oithona splendens Baird, 1843
- Oithona tenuis Rosendorn, 1917
- Oithona tropica Wolfenden, 1906
- Oithona vivida Farran, 1913
- Oithona wellershausi Ferrari F.D., 1982

Selon ITIS (21 juil. 2011) :
- Oithona atlantica Farran, 1908
- Oithona attenuata Farran, 1913
- Oithona brevicornis Giesbrecht, 1891
- Oithona colcarva Bowman, 1975
- Oithona davisae Ferrari & Orsi, 1984
- Oithona decipiens Farran, 1913
- Oithona fallax Farran, 1913
- Oithona fragilis Nishida, 1979
- Oithona frigida Giesbrecht, 1902
- Oithona hamata Rosendorn
- Oithona hebes Giesbrecht, 1891
- Oithona helgolandica Claus, 1863
- Oithona linearis Giesbrecht, 1891
- Oithona longispina Nishida, Tanaka & Omori, 1977
- Oithona minuta Krichagin, 1877
- Oithona nana Giesbrecht, 1892
- Oithona oculata Farran, 1913
- Oithona omilio
- Oithona plumifera Baird, 1843
- Oithona rigida Giesbrecht, 1896
- Oithona robusta Giesbrecht, 1891
- Oithona setigera Dana, 1852
- Oithona similis Claus, 1866
- Oithona simplex Farran, 1913
- Oithona spinirostris Claus, 1863
- Oithona tenuis Rosendorn, 1917
- Oithona vivida Farran, 1913